# Козловский, Марек
Ма́рек Козло́вский (латыш. Mareks Kozlovskis; 19 ноября 1996, Гулбене) — латвийский футболист, нападающий клуба «Стайцелес Бебри».

## Карьера
Перед сезоном 2012 года Марек Козловский был заявлен за «Гулбене», и являлся самым молодым заявленным в Высшую лигу Латвии игроком на тот момент (15 лет). Дебютировал в Высшей лиге он 4 ноября того же года, выйдя на замену на 80-й минуте в матче 35-го тура против даугавпилсской «Даугавы» (1:3).
В начале 2015 года Марек Козловский пополнил ряды клуба «Стайцелес Бебри», будучи уже тогда учеником местной Стайцельской средней школы.